# Winterlinde
De winterlinde (Tilia cordata) of kleinbladige linde is een lindesoort die in Europa in het wild voorkomt. Tevens wordt hij als sier- of schaduwboom aangeplant in parken en tuinen.
De hoogte is circa 30 m. De boom heeft een hoge, dichte, koepelvormige kroon. De schors is aanvankelijk glad en grijs. Later wordt deze donkergrijs en gegroefd. De twijgen zijn rood van boven en olijfgroen van onderen. De knoppen zijn glad, glanzend donkerrood en eivormig.
De kleinbladige linde heeft hartvormige bladeren die 4-7 × 3-5 cm groot worden. De bladeren zijn voorzien van fijngezaagde randen, en een geelgroene of rozeachtige bladsteel van 3-5 cm lang. Het blad is aan de bovenzijde donker en glimmend groen. Aan de onderzijde is het blad bleker. In de oksels van de bladnerven zitten bosjes haartjes.

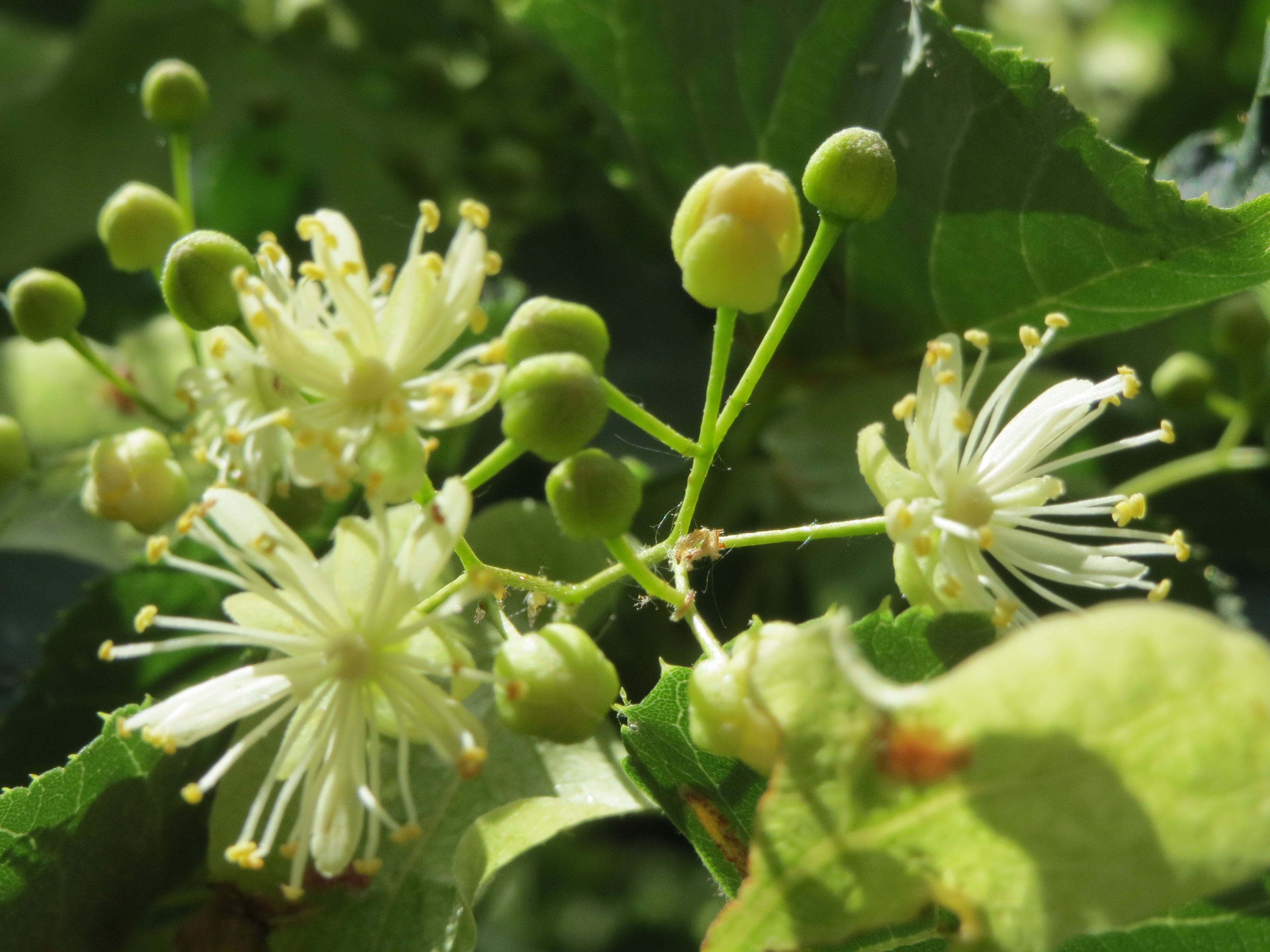
Bloemen

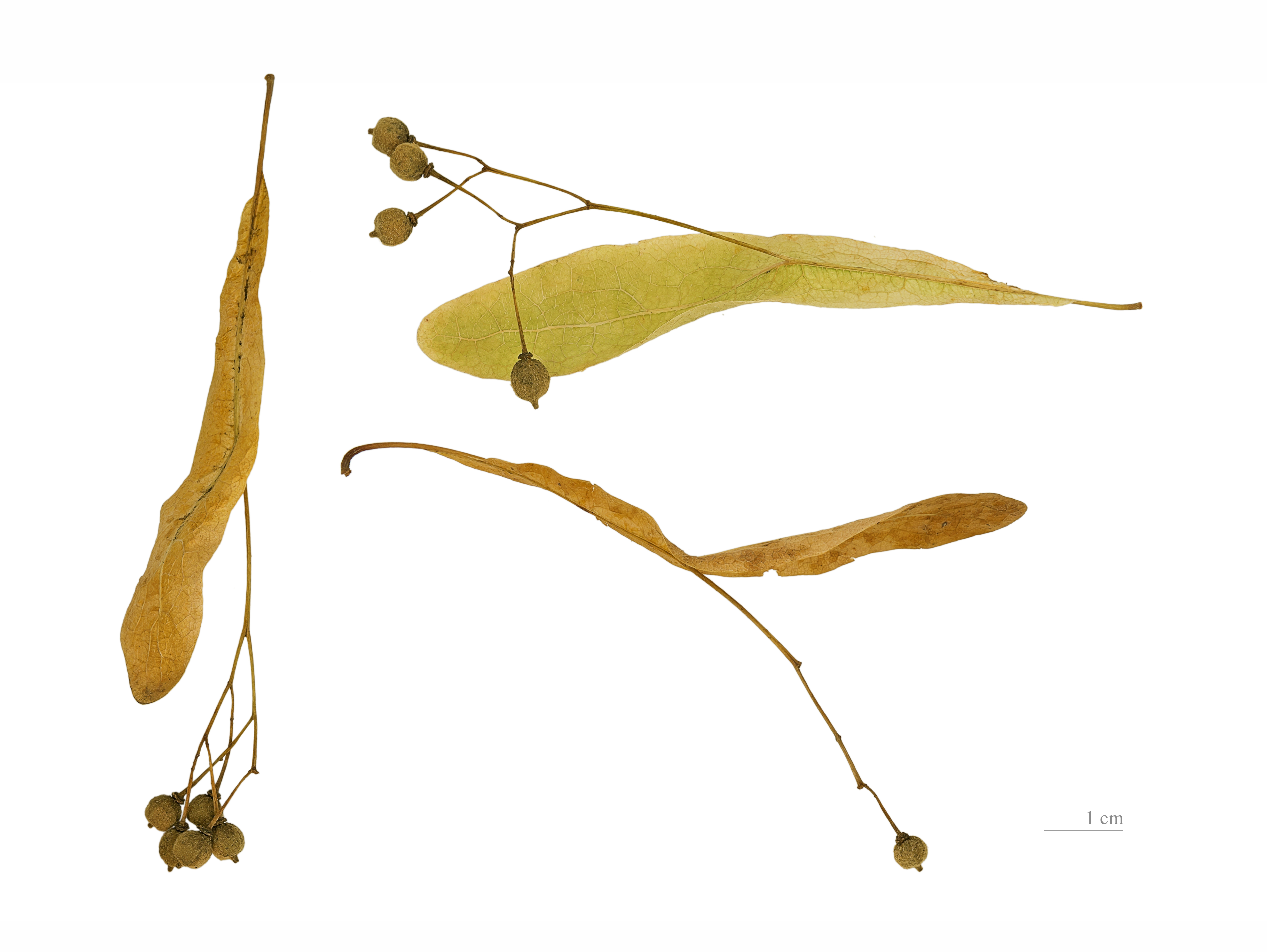
Doosvruchten

De bloemen zijn wit en vormen dichte groepjes van vier tot vijftien stuks. Er is een bleekgroen schutblad van circa 6 cm lang. De boom draagt circa 6 mm grote, bolvormige, niet-geribde doosvruchtjes.
Sinds 2000 is, vanwege de sterk toegenomen verzuring als gevolg van stikstofdepositie, onderzoek gedaan naar een mogelijke rol van de winterlinde in de Nederlandse natuur. De linde blijkt in staat de verzuring van de toplaag in een bos tegen te gaan en voedingsstoffen en mineralen voor deze toplaag te behouden. Dit heeft te maken met het blad van de linde, dat veel makkelijker verteert dan het blad van de eik of de beuk en bovendien meer mineralen bevat. Hierdoor krijgen allerlei voorjaarsbloemen, zoals de witte klaverzuring, de bosanemoon en de daslook meer kans.

## Nederland

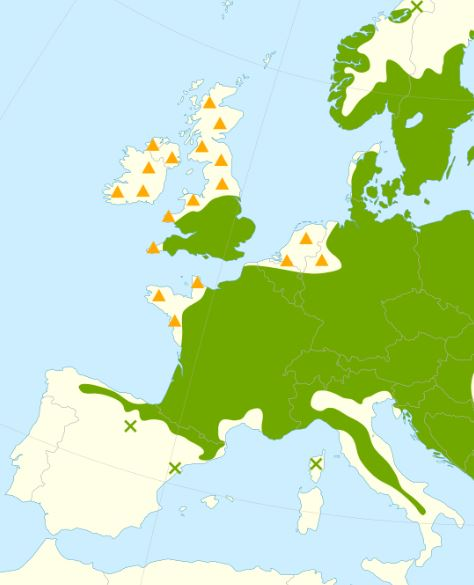
Verspreidingsgebied in West-Europa
natuurlijk verspreidingsgebied
✖ geïsoleerde natuurlijke populatie
▲ geïndroduceerd en verwilderd

Oorspronkelijk kwam de winterlinde ook voor in de Nederlandse natuurbossen. Pollendiagrammen, gebaseerd op stuifmeelvondsten in bijvoorbeeld moerassen, tonen aan dat de linde zelfs veel voorkwam. In de periode van het atlanticum was deze boom op redelijk voedselrijke plekken zelfs de dominante boom en niet de zomereik. Na het atlanticum veranderde, vermoedelijk vooral onder de invloed van klimatologische veranderingen, geleidelijk aan de samenstelling van de bossen in Nederland en werden zomereik en beuk de dominante soorten. In andere delen van Europa bestaan nu nog wel natuurlijke bostypen met onder andere linde als dominante boomsoort.

## Plantengemeenschap
De kleinbladige linde is een kensoort voor het eiken-haagbeukenbos (Stellario-Carpinetum). Dit is een bostype dat ook in Nederland voorkomt op rijkere, vochtige leemhoudende bodems.